# Caracol (Haiti)
Caracol (în creolă haitiană Karakòl) este o comună din arondismentul Trou-du-Nord, departamentul Nord-Est, Haiti, cu o suprafață de 74,91 km2 și o populație de 7.015 locuitori (2009).